# Rosa Newmarch
Rosa Harriet Newmarch, nata Rosa Harriet Jefferson (Leamington, 18 dicembre 1857 – Worthing, 9 aprile 1940) è stata una musicologa, critica musicale, traduttrice e poetessa britannica.

## Biografia
Rosa Newmarch nacque a Leamington nel 1857 e si trasferì a Londra nel 1880, dove cominciò a scrivere articoli e recensioni di tema musicale per svariate riviste. Nel 1883 sposò Henry Charles Newmarch, di cui prese il cognome.
Tra i massimi esperti di musica russa e slava, realizzò uno dei primi studi di rilievo su Pëtr Il'ič Čajkovskij in Occidente nel 1900, attingendo agli archivi della Biblioteca Imperiale di San Pietroburgo. Inoltre tradusse in inglese diversi libretti delle sue opere, tra cui La dama di picche nel 1910.
Realizzò studi apprezzabili anche su Henry J. Wood (1904), César Franck (1910) e Jean Sibelius (1939), ma anche sull'opera e l'arte russa e la musica cecoslovacca. Dal 1908 al 1920 scrisse saggi per i programmi di sala per la New Queen's Hall Orchestra e per The Proms. Nel 1919 prese sotto la sua ala Eric Blom, favorendone la carriera.